# Baki (ville)
Pour les articles homonymes, voir Baki.
Baki est une ville de Somaliland, dans la région d'Awdal. Elle fait partie de l'État du Somaliland non reconnu par la communauté internationale.

## District de Baki
- Dilla